# Sex & Religion
Sex & Religion ist das dritte Studioalbum des US-amerikanischen Rockmusikers Steve Vai. Es erschien im Juli 1993 unter den Labels Epic Records und Relativity Records.

## Trivia
Der geplante Albumtitel lautete zunächst Vai. Dann war Light Without Heat (nach Vais Equipment-Company) vorgesehen. Dieser Titel musste aber bezüglich Copyright-Problemen noch einmal geändert werden. Auf dem Album wirkte Devin Townsend mit. Townsend schrieb gemeinsam mit Vai die Stücke Pig und Just Cartilage. Vai arbeitete ebenfalls mit Desmond Child an dem Song In My Dreams with You. Das Cover-Design ist Sebastian nachgeahmt.

## Hintergrund und Konflikt
Für dieses Album wollte Vai eine Art All-Star Besetzung verwenden, die Vai selbst, Devin Townsend, TM Stevens und Terry Bozzio beinhaltete. Vai fand, dass das Album nach Passion and Warfare extrem wichtig ist und dafür perfekt werden sollte. So arbeitete Vai langsam und sehr akkurat an dem Album, was den Bandmitgliedern zu lange dauerte. Nach der Aufnahme des Albums trennte sich die Besetzung und Vai ging mit Townsend und anderen Session-Musikern auf Tournee.

## Rezeption
Dirk Winter sah die Verschmelzung von Jazz und Heavy Metal im Darmstädter Echo ambivalent. „[S]ofern ein Grundthema als roter Faden erkennbar“ sei, klinge es interessant, doch mehr als einmal sei kein „kompositorisches Gerüst“ vorhanden und der daraus resultierende „Mischmasch“ verdecke Vais wirkliches Können, das in seinen Soli aufblitze. Der Musikexpress sah die Gleichberechtigung von rockiger Eingängigkeit und jazziger Vertracktheit nicht so problematisch, „denn dieser Mann kann mit seiner Gitarre Geschichten erzählen – mal einfach und melodisch, dann wieder virtuos im Rahmen nicht nachvollziehbarer Arrangements“, ganz so wie zu Zappas Zeiten. 5 von 6 möglichen Sternen wurden vergeben.
Im Break Out meinte Vai, sein Album sei ein Nebeneinander von „kommerziellen“ und „haarsträubenden“ Strukturen, was die Interviewerin zum Begriff „Vielseitigkeit“ zusammenfasste. Derselbe Begriff wurde gleich zweimal in Gitarre & Bass für die Charakterisierung des in der Mitte zwischen dem kommerziellen Skyscraper (als Mitglied der David-Lee-Roth-Band eingespielt) und dem gitarrentechnischen Vorgänger Passion and Warfare angesiedelten Werkes herangezogen. Auch Barney Greenway hob diese im Rock Hard hervor: „Es regiert die Vielseitigkeit – und zwar eher als die offensichtliche Kommerzialität, die Vai-Supporter heraushören mögen.“ Er verteilte 9 von 10 möglichen Punkten. Zwei Ausgaben später befand Achim Karstens in der Einleitung zum Interview: „Zwar kostet es einiges an Anstrengung und Nerven, bis man die teilweise arg lärmigen und jazzlastigen Kompositionen durchschaut hat, doch das Ergebnis ist mehr als befriedigend.“
Im Metal Hammer schrieb Martin Gross, das Album sei „alles andere als frei von Gedudel und Gewurstel“, und im selben Heft fand es Michael Lorant zappaesk bis „Kravitz-mäßig schmalzig“, was ihm 6 von 7 Punkten wert war. Über sechs Jahre nach der zeitnahen Rezensionen stellte Hammer-Mitarbeiter Stefan Wodach fest, Sex & Religion sei „würdevoll gescheitert“.
Die Musikwebsite Allmusic vergab nur zwei von fünf möglichen Sternen für das Album. Allmusic-Kritiker Stephen Thomas Erlewine bezeichnete es als „vorhersehbar, konventionell und langweilig“.
Das Album erreichte Platz 48 der Billboard 200 im Jahr 1993. Die Single In My Dreams with You erreichte Platz 36 der Main Stream Rock Charts.

## Titelliste
1. An Earth Dweller's Return (Steve Vai) – 1:03
2. Here & Now (Steve Vai) – 4:47
3. In My Dreams with You (Steve Vai, Desmond Child, Roger Greenawalt) – 5:00
4. Still My Bleeding Heart (Steve Vai) – 6:00
5. Sex & Religion (Steve Vai) – 4:24
6. Dirty Black Hole (Steve Vai) – 4:27
7. Touching Tongues (Steve Vai) – 4:33
8. State of Grace (Steve Vai) – 1:41
9. Survive (Steve Vai) – 4:46
10. Pig (Steve Vai, Devin Townsend) – 3:36
11. The Road to Mt. Calvary (Steve Vai) – 2:35
12. Down Deep Into the Pain (Steve Vai) – 8:01
13. Rescue Me or Bury Me (Steve Vai) – 8:25
14. Just Cartilage (Steve Vai, Devin Townsend) – 4:19
15. Bonustrack: Japan

## Singles
- Down Deep into the Pain / I Would Love to
- In My Dreams with You / Erotic Nightmares

## Auszeichnungen für Musikverkäufe
| Land/Region               | Auszeichnungen für Musikverkäufe (Land/Region, Auszeichnung, Verkäufe) | Verkäufe |
| ------------------------- | ---------------------------------------------------------------------- | -------- |
| Vereinigte Staaten (RIAA) | —                                                                      | 182.069  |
| Insgesamt                 | —                                                                      | 182.069  |

Hauptartikel: Steve Vai/Diskografie#Auszeichnungen für Musikverkäufe